# Scaunele

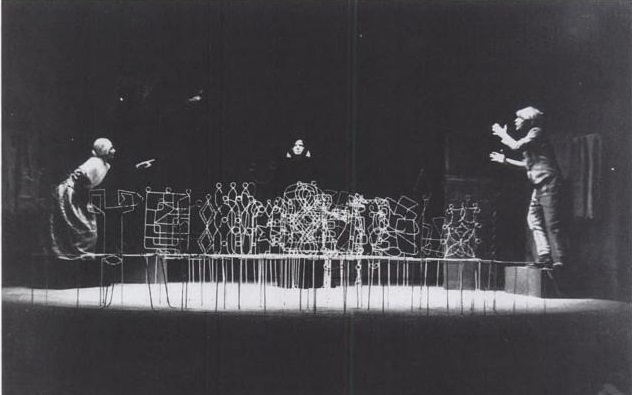

Scaunele (franceză: Les Chaises) este o piesă de teatru absurd scrisă în limba franceză de Eugen Ionescu.  Piesa a fost compusă în anul 1952.  